# Rogier Stoffers
Rogier W. Stoffers (* 9. November 1961 in Utrecht, Niederlande) ist ein niederländischer Kameramann.

## Leben
Rogier Stoffers studierte Französische Sprache und Film- sowie Theaterwissenschaften an der Universität Utrecht, bevor er ins Kameraprogramm der Nederlandse Film en Televisie Academie aufgenommen wurde. Während des Studiums lernte er den niederländischen Regisseur Mike van Diem kennen, mit der die beiden preisgekrönten Kurzfilme Alaska und Karakter drehte.
Nachdem er 2000 mit der Filmbiographie Quills – Macht der Besessenheit erstmals in Hollywood als Kameramann gearbeitet hatte, war er anschließend fast ausschließlich dort tätig und drehte Filme wie Disturbia, Lakeview Terrace und Freundschaft Plus. Sein Schaffen umfasst mehr als 45 Produktionen. 
Für seine Arbeit an Hemingway & Gellhorn war Stoffers bei der Primetime-Emmy-Verleihung 2012 für den Preis in der Kategorie Outstanding Achievement in Cinematography in Television Movie/Mini-Series nominiert.

## Filmografie (Auswahl)
- 1986: Der Weichensteller (De wisselwachter) (Lichtassistent)
- 1989: Alaska
- 1997: Karakter
- 1998: fl 19,99
- 1998: Kalmans Geheimnis (Left Luggage) (Kameraassistent)
- 1999: Unter den Palmen
- 2000: Quills – Macht der Besessenheit (Quills)
- 2002: Genug – Jeder hat eine Grenze (Enough)
- 2002: John Q. – Verzweifelte Wut (John Q)
- 2003: Masked and Anonymous
- 2003: School of Rock (The School of Rock)
- 2005: Die Bären sind los (Bad News Bears)
- 2007: Der Mongole (Монгол)
- 2007: Disturbia
- 2008: Die Bienenhüterin (The Secret Life of Bees)
- 2008: Lakeview Terrace
- 2009: Balls Out: Gary the Tennis Coach
- 2010: Sterben will gelernt sein (Death at a Funeral)
- 2011: Freundschaft Plus (No Strings Attached)
- 2012: Für immer Liebe (The Vow)
- 2012: Hemingway & Gellhorn (Fernsehfilm)
- 2012: Branded
- 2013: Some Velvet Morning
- 2013: The F-Word – Von wegen nur gute Freunde! (The F Word)
- 2015: Careful What You Wish For
- 2015: Dirty Weekend
- 2016: Brimstone
- 2016: The Disappointments Room
- 2018: Letztendlich sind wir dem Universum egal (Every Day)
- 2018: Death Wish
- 2018: Das Haus der geheimnisvollen Uhren (The House with a Clock in Its Walls)
- 2019: Bailey – Ein Hund kehrt zurück (A Dog’s Journey)
- 2022: Redeeming Love – Die Liebe ist stark (Redeeming Love)
- 2023: Und dann kam Dad (About My Father)
- 2024: Borderlands

## Auszeichnungen (Auswahl)
Goldenes Kalb
- 1999: Den Fachpreis für seine Kameraarbeit

Europäischer Filmpreis
- 2008: Nominierung für die Beste Kamera von Der Mongole